# 765
Cette page concerne l'année 765  du calendrier julien. Pour l'année 765 av. J.-C., voir 765 av. J.-C.
L'année 765 est une année commune qui commence un mardi.

## Événements
- 30 mars[1] : une ordonnance impériale interdit tous nouveaux défrichements au Japon. L'interdiction est levée en 772[2].
- Printemps : le duc Waïfre d'Aquitaine attaque le royaume franc en Septimanie, en Touraine et dans le Lyonnais. Ses forces sont partout repoussées[3].
- Juin : les Byzantins lancent 2 500 bateaux contre les Bulgares. Une violente tempête détruit la flotte byzantine[4].
- 15 décembre : la mort de l'imam Jafar as-Sadiq, entraîne la rupture entre les deux principales divisions du chiisme : les Isma'iliens, qui considèrent Isma'il, le septième imam alide (mort en 762) comme le dernier légitime et les Duodécimains ou Imamites, qui reconnaissent douze imam alides[5].

- Début du règne en Inde de Varaguna Ier, roi Pandya (fin en 815). Il combat victorieusement les Pallava alliés aux rois de Kongu et de Kerala[6].
- Début de la révolte d'Ustadh Sis (en) contre les Abbassides. 300 000 Khorasaniens prennent les armes dans la région de Bâdghîs, de Hérat et du Sistan (765-768)[7].
- Le roi des Francs Pépin le Bref envoie une ambassade au calife de Bagdad Al-Mansur, qui revient au bout de trois ans avec des envoyés du califat[8].
- L’empereur byzantin Constantin V envoie à Pépin le Bref le spathaire Anthi et l’eunuque Sinésius pour traiter de la question des images et des fiançailles de Gisla, fille de Pépin, avec le fils de l’empereur. Il lui demande aussi en vain de soutenir la politique iconoclaste[8].

## Décès en 765
- 15 décembre : Jafar as-Sadiq, sixième imâm chiite duodécimain[5].
- 20 décembre : Etienne Le Jeune Martyr de la lutte contre l'iconoclasme